# Root (jeu)
Pour les articles homonymes, voir Root.
Root: Conflit dans les Sous-Bois est un jeu de société asymétrique conçu par Cole Wehrle et publié par Leder Games en 2018. Une version numérique, développée par Dire Wolf Digital, est sortie en 2020.

## Principe

Le tablier de jeu

Dans Root, 2 à 4 joueurs s'affrontent dans un jeu de guerre asymétrique pour contrôler une forêt. Chaque joueur contrôle une faction différente, chacune ayant des éléments de jeu, des tactiques et des manières de marquer des points différentes. Dans le jeu de base, 4 factions sont jouables : Les Dynasties de la Canopée, la Marquise de Chat, l'Alliance de la Forêt et le Vagabond. Bien que tous les joueurs suivent un ensemble commun de règles concernant les mouvements, les mains de cartes et les combats, chaque faction ajoute une couche supplémentaire de complexité aux règles,.
- Dynasties de la Canopée

Les joueurs choisissant les Dynasties de la Canopée planifient leurs actions dans un ordre spécifique en ajoutant des cartes à leur "décret", ce qui les oblige à effectuer des actions spécifiques dans des zones spécifiques du plateau. À chaque tour, le joueur ajoute de nouvelles cartes à son décret, jusqu'à ce qu'il soit incapable d'effectuer l'une des actions requises, auquel cas il perd des points de victoire et doit recommencer son décret à zéro.
- Marquise de Chat

La Marquise de Chat permet à son joueur de construire des bâtiments sur l'ensemble du plateau en gagnant du bois via ses scieries afin de construire d'autres types de bâtiments et ajouter des unités de combat sur le plateau. 
- Alliance de la Forêt

L'Alliance de la Forêt commence sans aucune unité et ajoute à la place des jetons de sympathie, gagne des cartes de partisans et place un petit nombre de guerriers sur le plateau lorsque l'occasion se présente.
- Vagabond

Contrairement aux autres factions, le Vagabond n'a pas d'unités et ne contrôle qu'une seule pièce sur le plateau. Le joueur du Vagabond peut acheter des objets à d'autres joueurs et se lier d'amitié avec eux ou les attaquer pour gagner des points de victoire.
Quatre extensions ont été créées pour le jeu, ajoutant principalement de nouvelles factions jouables.

## Accueil
Dans un aperçu du jeu en 2017, Destructoid a complimenté l'esthétique du jeu et en particulier le contraste établi entre l'apparence des animaux et les thèmes matures du jeu. Ars Technica fait l'éloge dans sa critique de la conception artistique ainsi que des règles du jeu en les décrivant comme ayant une "profondeur étonnante".
Dans sa liste des meilleurs jeux de société de 2020, Vulture a nommé la version numérique de Root comme la meilleure application de jeu de société, félicitant les animations, l'IA et le didacticiel en jeu.
En 2018, Root a remporté le prix Golden Geek Board Game of the Year,.